# 알 카포네 (1975년 영화)
《알 카포네》(영어: Capone)는 미국에서 제작된 스티브 카버 감독의 1975년 전기 범죄 영화이다. 벤 거자라 등이 출연하였고, 로저 코먼 등이 제작에 참여하였다.

## 출연
- 벤 거자라
- 해리 가디노
- 수전 블레이클리
- 존 캐서베티스
- 실베스터 스탤론
- 프랭크 캠퍼넬라
- 존 오처드
- 카먼 아젠지애노
- 조지 챈들러
- 존 데이비스 챈들러
- 로열 데이노
- 피터 멀로니
- 딕 밀러
- 마틴 코브
- 존 마티노

## 기타 제작진
- 협력 제작: 존 C. 브로더릭